# Gawlast
Gawlast (1077 m), także Góra Gowlast lub Gawlasi – niewybitne wzniesienie w Paśmie Baraniej Góry i Skrzycznego w Beskidzie Śląskim, między szczytami Magurki Wiślańskiej i Zielonego Kopca
Jest to niewielkie wypłaszczenie w grzbiecie baraniogórskiego pasma. Jego wschodnie stoki opadają do doliny Leśnianki, zachodnie do doliny potoku Głębczański. Szczyt wzniesienia jest bezleśny, obydwa stoki porasta las. Grzbietem przebiega granica między miastem Wisła w powiecie cieszyńskim i wsią Lipowa w powiecie żywieckim. Na wierzchołku Gawlasta jest niewielka wychodnia.

## Szlaki turystyczne
Na Gawlaście krzyżują się dwa szlaki turystyczne:
 Skrzyczne – Małe Skrzyczne – Kopa Skrzyczeńska – Malinowska Skała – rozdroże pod Malinowską Skałą – Malinowskie Siodło – Zielony Kopiec – Gawlast – Magurka Wiślańska – Barania Góra. Czas przejścia 3 godz., z powrotem 2 godz. 55 min.
 Wisła (Nowa Osada) – Cienków Niżni – Cienków Postrzedni – Cieńków Wyżni – Gawlast. Odległość 4,7 km, suma podejść 370 m, czas przejścia 1:40 godz., z powrotem 1 godz.